# Iphiaulax faberi
Iphiaulax faberi är en stekelart som beskrevs av Cameron och Embrik Strand 1912. Iphiaulax faberi ingår i släktet Iphiaulax och familjen bracksteklar. Inga underarter finns listade i Catalogue of Life.